# Dol pri Vogljah
Dol pri Vogljah je naselje v Občini Sežana.